# Segona divisió espanyola de futbol 2009-2010
La temporada 2009/10 de la Segona Divisió espanyola de futbol o la Liga Adelante va començar l'última setmana d'agost del 2009 i finalitzà a mitjans de juny de 2010.
El torneig fou organitzat per la Lliga de Futbol Professional (LFP).

## Clubs i estadis
Prengueren part en la competició 22 equips, entre els quals dos debutants: el Vila-real CF "B" (l'única filial de la categoria) i el FC Cartagena, club creat com a continuació del Cartagena FC, que ja havia participat 15 temporades a la Segona Divisió. També destacà el retorn de l'històric Real Unión d'Irun, després de 44 anys absent en la categoria.
| Equip                            | Ciutat                     | Estadi                  |
| -------------------------------- | -------------------------- | ----------------------- |
| Albacete Balompié                | Albacete                   | Carlos Belmonte         |
| Real Betis Balompié              | Sevilla                    | Manuel Ruiz de Lopera   |
| Cadis CF                         | Cadis                      | Ramón de Carranza       |
| Fútbol Club Cartagena            | Cartagena                  | Cartagonova             |
| Club Esportiu Castelló           | Castelló de la Plana       | Nou Estadi Castalia     |
| Real Club Celta de Vigo          | Vigo                       | Balaídos                |
| Córdoba Club de Fútbol           | Còrdova                    | Nuevo Arcángel          |
| Elx Club de Futbol               | Elx                        | Manuel Martínez Valero  |
| Club Gimnàstic de Tarragona      | Tarragona                  | Nou Estadi de Tarragona |
| Girona Futbol Club               | Girona                     | Municipal de Montilivi  |
| Hèrcules Club de Futbol          | Alacant                    | José Rico Pérez         |
| Sociedad Deportiva Huesca        | Osca                       | El Alcoraz              |
| Unión Deportiva Las Palmas       | Las Palmas de Gran Canaria | Estadi de Gran Canaria  |
| Llevant Unió Esportiva           | València                   | Ciutat de València      |
| Club Deportivo Numancia de Soria | Sòria                      | Nuevo Los Pajaritos     |
| Rayo Vallecano de Madrid         | Madrid                     | Teresa Rivero           |
| Real Murcia Club de Fútbol       | Múrcia                     | Nueva Condomina         |
| Reial Societat                   | Sant Sebastià              | Anoeta                  |
| Real Unión Club de Irun          | Irun                       | Stadium Gal             |
| Real Club Recreativo de Huelva   | Huelva                     | Nuevo Colombino         |
| Unión Deportiva Salamanca        | Salamanca                  | Helmántico              |
| Vila-real Club de Futbol B       | Vila-real                  | Ciutat Esportiva        |

## Sistema de competició
Hi participaren vint-i-dos clubs de tota la geografia espanyola. Emmarcats en un únic grup, jugaven tots contra tots dues vegades, una com a local i l'altre com a visitant, durant quaranta-dues jornades. L'ordre dels partits es decidia per sorteig abans d'iniciar-se la competició. La Reial Federació Espanyola de Futbol era la responsable de designar els àrbitres de cada partit.
El guanyador d'un partit aconseguia tres punts, el perdedor no n'aconseguia cap i en cas d'empat, es repartia un punt per a cada equip. En finalitzar el campionat l'equip amb més punts fou proclamat campió, ascendint a Primera Divisió, amb el segon i el tercer classificat.
Els quatre darrers classificats perderen la categoria i baixaren a Segona Divisió B.

## Classificació final
| C  | Equip                  | J  | G  | E  | P  | GF | GC | Pts |
| -- | ---------------------- | -- | -- | -- | -- | -- | -- | --- |
| 1  | Reial Societat         | 42 | 20 | 14 | 8  | 53 | 37 | 74  |
| 2  | Hèrcules CF            | 42 | 19 | 14 | 9  | 61 | 34 | 71  |
| 3  | Llevant UE             | 42 | 19 | 14 | 9  | 63 | 45 | 71  |
| 4  | Reial Betis            | 42 | 19 | 14 | 9  | 61 | 38 | 71  |
| 5  | FC Cartagena           | 42 | 18 | 11 | 13 | 58 | 49 | 65  |
| 6  | Elx CF                 | 42 | 18 | 9  | 15 | 67 | 57 | 63  |
| 7  | Vila-real CF B         | 42 | 16 | 13 | 13 | 60 | 56 | 61  |
| 8  | CD Numancia            | 42 | 16 | 11 | 15 | 55 | 53 | 59  |
| 9  | Recreativo de Huelva   | 42 | 14 | 15 | 13 | 40 | 42 | 57  |
| 10 | Córdoba CF             | 42 | 14 | 13 | 15 | 40 | 46 | 55  |
| 11 | Rayo Vallecano         | 42 | 13 | 14 | 15 | 67 | 58 | 53  |
| 12 | Celta de Vigo          | 42 | 13 | 13 | 16 | 38 | 44 | 52  |
| 13 | SD Huesca              | 42 | 12 | 16 | 14 | 36 | 40 | 52  |
| 14 | Girona FC              | 42 | 13 | 13 | 16 | 45 | 59 | 52  |
| 15 | Albacete Balompié      | 42 | 12 | 16 | 14 | 60 | 62 | 52  |
| 16 | UD Salamanca           | 42 | 13 | 13 | 16 | 44 | 54 | 52  |
| 17 | UD Las Palmas          | 42 | 12 | 15 | 15 | 49 | 49 | 51  |
| 18 | Gimnàstic de Tarragona | 42 | 14 | 9  | 19 | 42 | 55 | 51  |
| 19 | Cadis CF               | 42 | 12 | 14 | 16 | 49 | 64 | 50  |
| 20 | Reial Múrcia CF        | 42 | 11 | 17 | 14 | 49 | 51 | 50  |
| 21 | Real Unión             | 42 | 12 | 10 | 20 | 40 | 59 | 46  |
| 22 | CE Castelló            | 42 | 7  | 12 | 23 | 37 | 62 | 33  |